# Ortlieb von Brandis

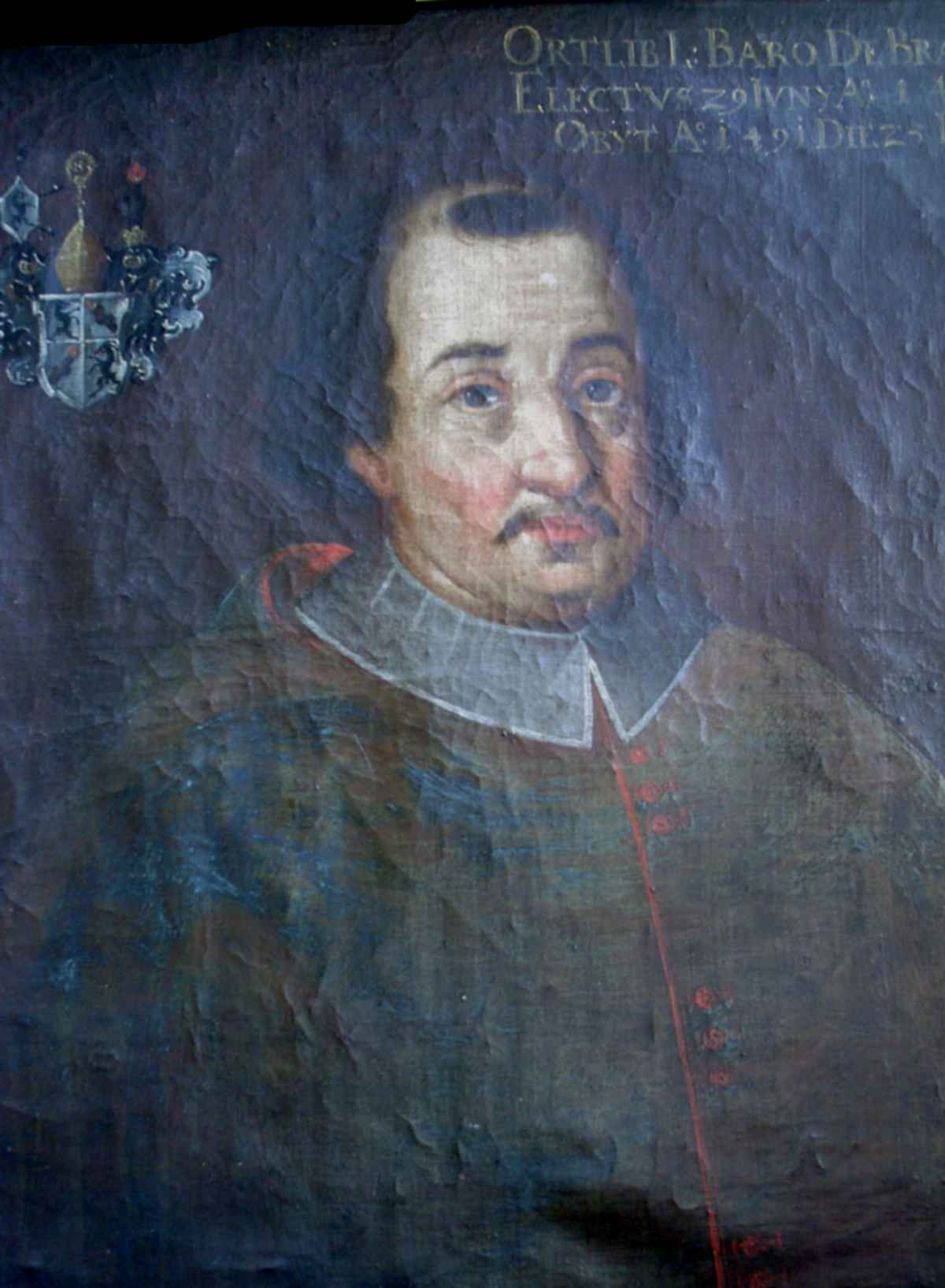
Ortlieb von Brandis Fürstbischof von Chur 1458–1491

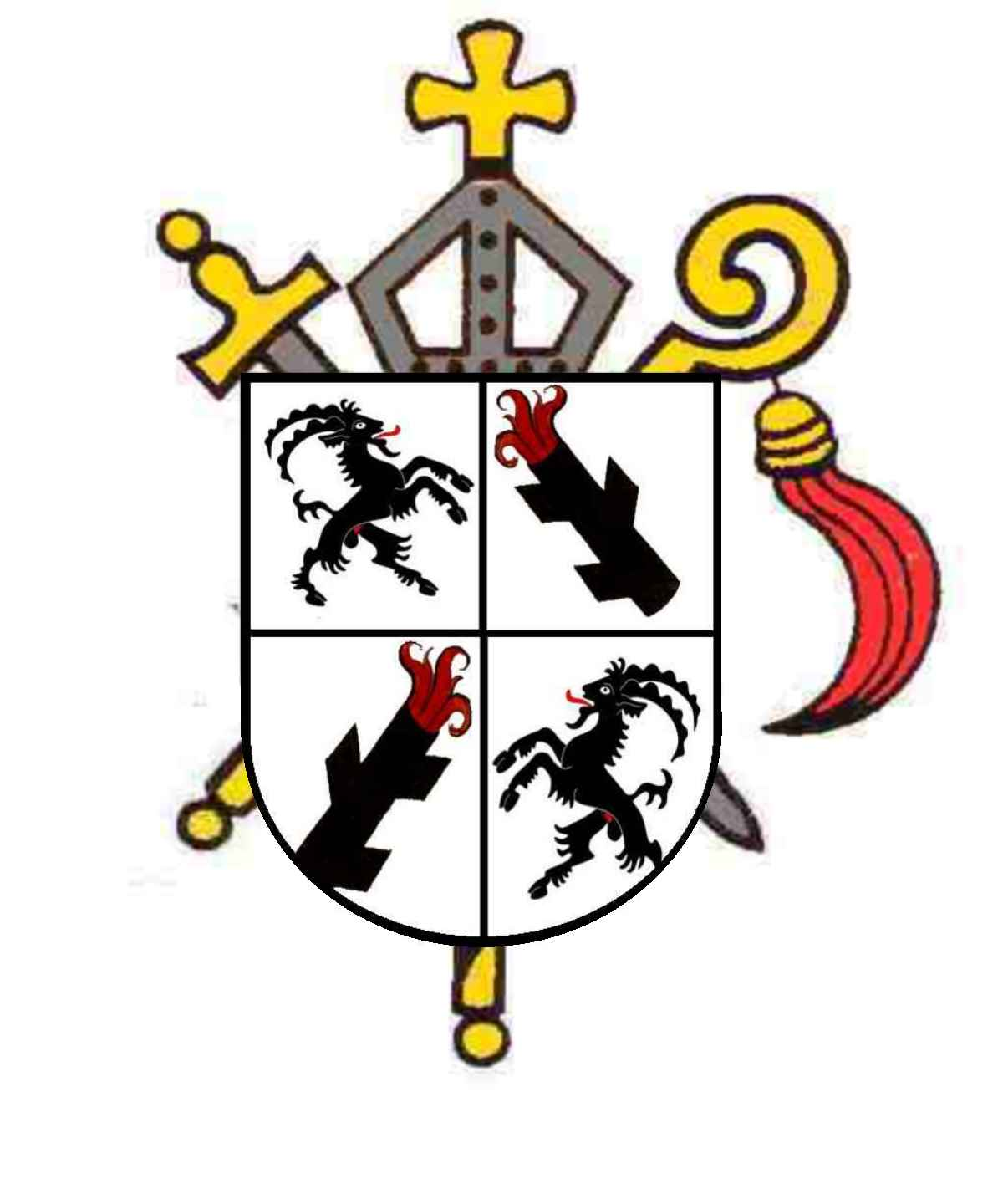
Wappen des Bischofs von Chur 1458–1491

Ortlieb von Brandis (* 1430 auf Schloss Brandis in Maienfeld, Kanton Graubünden (Schweiz); † 25. Juli 1491 in Chur) war römisch-katholischer Bischof des Bistums Chur.

## Leben
Der Sohn des Freiherrn  Wolfhard V. von Brandis, Herr der Herrschaften Maienfeld, Grafschaft Vaduz, Schellenberg und Blumenegg und seiner Ehefrau Verena (Frena), einer Tochter des Grafen Albrecht III. von Werdenberg-Heiligenberg-Bludenz, studierte Theologie an der Universität Pavia. Während sich die Brüder Wolfhard VI., Sigmund und Ulrich um die weltlichen Belange des Hauses Brandis kümmerten, ergriffen Rudolf und Ortlieb die geistliche Laufbahn. Ortlieb wurde 1453, im Alter von 23 Jahren, zum Dekan des Domkapitels von Chur gewählt, sein Bruder Rudolf war dort von 1459 bis 1467 Domdekan. Das Theologiestudium brachte er mit päpstlicher Dispens zum Abschluss.
Am 30. Mai 1458 wurde er zum Bischof von Chur gewählt; diese Wahl bestätigte Papst Calixtus III. am 21. Juli 1458, die kaiserliche Zustimmung Friedrichs III. erhielt er am 20. September 1459. Der Bischofsweihe am 27. März 1463 durch Lazaro Scarampi, den Bischof von Como, gingen die Diakonenweihe und Priesterweihe voraus. Am Sonntag vor Mariä Himmelfahrt (15. August) 1458 huldigten ihm Stadt und Bistum Chur.
Die Stadt versuchte schon seit langer Zeit, mehr Rechte und Unabhängigkeit vom Bischof zu erhalten. Nach dem großen Stadtbrand von 1464, der die überwiegend aus Holz gebauten Häuser der Stadt vernichtete – nur der Bischofspalast und einige Steinhäuser blieben erhalten – wandten sich die Räte der Stadt an den Kaiser. Unter dem Vorwand, alle Freiheitsbriefe und Urkunden der Stadt seien vernichtet worden, erhielten sie nicht nur die alten Rechte bestätigt, sondern auch neue Privilegien, die den Einfluss des Bischofs schmälerten. Die Bewohner des Engadin erstritten sich in mehreren Aufständen Holzrechte. Die von Bischof Leonhard Wismair errichteten Bergwerke und Eisenhütten konnten weiter betrieben werden, nur das Holz mussten sie teilen.
In der Ausübung seines kirchlichen Amtes wurde Bischof Brandis 1459–1467 von Weihbischof Johannes Nell, OFM und 1471–1473 von Weihbischof Burchard Tuberflug, OP, der anschließend Weihbischof in Konstanz war, unterstützt. Für einen einheitlichen Ritus im Bistum ließ er 1490 das Breviarium Curensis und für die Gestaltung der Messfeier (Kirchen- und Heiligenfeste) das Directorium Chori drucken und verbreiten.

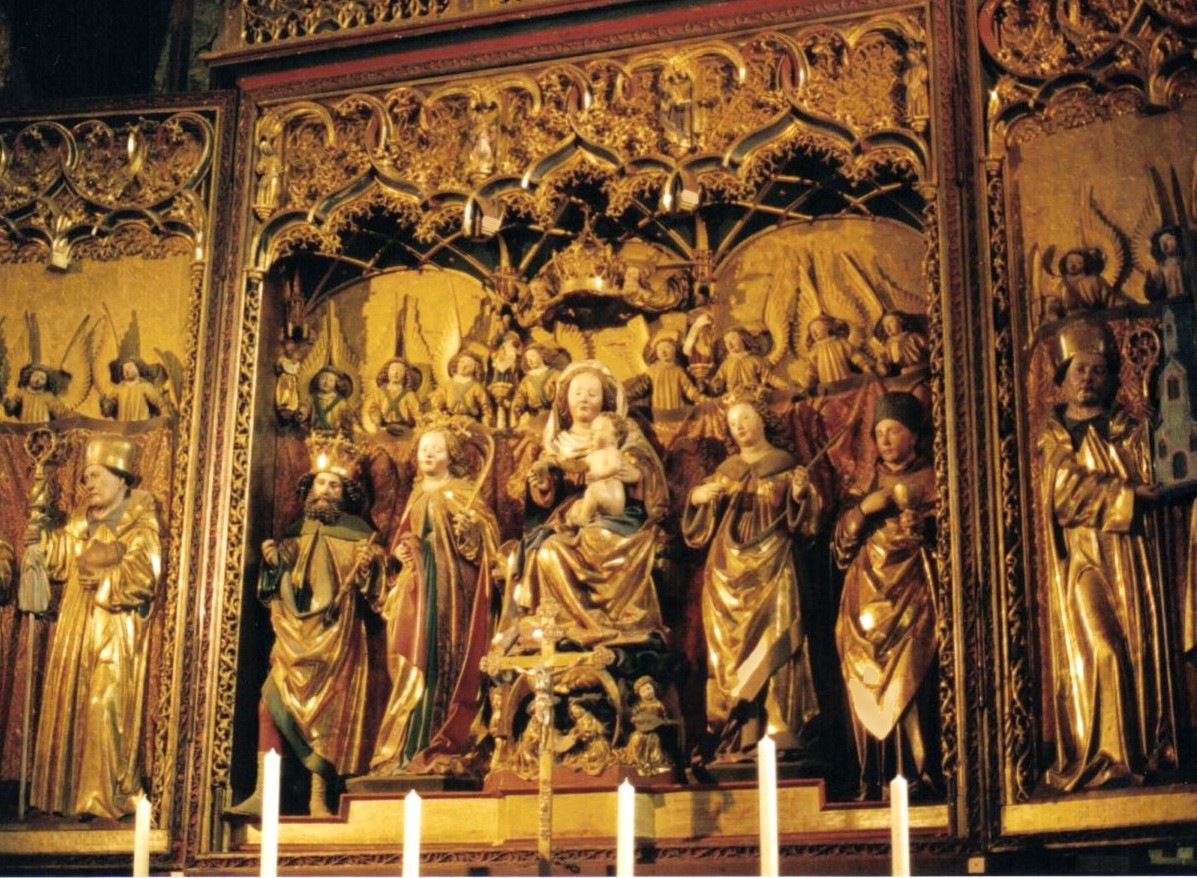
Spätgotischer Flügelaltar von Jakob Russ (1486–1491)

Für seine Bischofskirche ließ er einen neuen Hochaltar errichten. Im Jahr 1486 beauftragte er den Holzbildhauer Jakob Russ, der einen spätgotischen Flügelaltar schuf, den er 1491 einweihte. Das acht Meter hohe Sakramentshaus (Tabernakel) von 1486, ein Meisterwerk der Spätgotik, wird dem Steinmetzmeister Claus von Feldkirch zugeschrieben.
Fürstbischof Ortlieb von Brandis starb nach mehr als dreissigjähriger Amtszeit am 25. Juli 1491 nach langer Krankheit. Er wurde in der Mariä Himmelfahrts-Kathedrale von Chur in einem von ihm 1485 in Auftrag gegebenen Marmorsarkophag beigesetzt.

## Bischofswappen
Der Wappenschild viergeteilt zeigt in Feld 1 und 4 auf weiß/silbernem Grund einen schwarzen Alpensteinbock, rechts/links gestellt, das Wappen des Fürstbistums Chur (Gotteshausbund); in Feld 2 und 3 ein Fackel schräg rechts/links gestellt, das Wappen des Schweizer Adelsgeschlechts von Brandis. Kreuz, Mitra, Bischofsstab und Schwert, Insignien geistlicher und weltlicher Macht.